# Michael J. Donoghue
Michael Donoghue é um biólogo evolutivo americano, atualmente o Sterling Professor of Ecology and Evolutionary Biology na Yale University, e também um autor publicado.

## Carreira
Donoghue formou-se em Botânica e Patologia Vegetal pela Michigan State University em 1979. Ele freqüentou a Universidade de Harvard para seu trabalho de pós-graduação, obtendo um Ph.D. em 1984. Ele encontrou emprego na San Diego State University de 1982 a 1985, na University of Arizona de 1985 a 1992, na Harvard University de 1992 a 2000 e, finalmente, na Yale University desde 2000.
Donoghue também foi anteriormente o Glaser Distinguished Visiting Professor na Florida International University . Ele é membro da Associação Americana para o Avanço da Ciência e da Academia Americana de Artes e Ciências.